# Rinaldo Barlassina
Rinaldo Barlassina (1898. május 2. – 1946. december 23.) olasz nemzetközi labdarúgó-játékvezető. Polgári foglalkozása földmérő. Halálát autóbaleset okozta.

## Pályafutása

### Nemzeti játékvezetés
1917-ben a Novara Calcio egyesület tanácsadója, játékvezetőként az egyesület delegálását követően vizsgázott. 1924-ben lett az I. Liga játékvezetője. A nemzeti játékvezetéstől 1943-ban vonult vissza.

### Nemzetközi játékvezetés
Az Olasz labdarúgó-szövetség Játékvezető Bizottsága (JB) terjesztette fel nemzetközi játékvezetőnek, a Nemzetközi Labdarúgó-szövetség (FIFA) 1931-től tartotta nyilván bírói keretében. Több nemzetek közötti válogatott és klubmérkőzést vezetett, vagy működő társának partbíróként segített. Az olasz nemzetközi játékvezetők rangsorában, a világbajnokság-Európa-bajnokság sorrendjében többedmagával a 20. helyet foglalja el 6 találkozó szolgálatával. Az aktív nemzetközi játékvezetéstől 1942-ben búcsúzott el. Válogatott mérkőzéseinek száma: 36.

#### Labdarúgó-világbajnokság
A világbajnoki döntőhöz vezető úton Olaszországba a II., az 1934-es labdarúgó-világbajnokságra és Franciaországba a III., az 1938-as labdarúgó-világbajnokságra a FIFA JB játékvezetőként alkalmazta. Nemzetközi mérkőzéseinek száma több mint 60. Világbajnokságokon vezetett mérkőzéseinek száma: 4.

##### 1934-es labdarúgó-világbajnokság

###### Világbajnoki mérkőzés
| Időpont         | Helyszín                  | Mérkőzés típusa    | Mérkőzés                  | Eredmény | Nézők száma |
| --------------- | ------------------------- | ------------------ | ------------------------- | -------- | ----------- |
| 1934. május 27  | Ascarelli Stadion, Nápoly | egyik nyolcaddöntő | Magyarország–Egyiptom     | 4 : 2    | 8 000       |
| 1934. május 31. | San Siro Stadion, Milánó  | egyik negyeddöntő  | Németország–Svédország    | 2 : 1    | 15 000      |
| 1934. június 3. | PNF Stadion, Roma         | egyik elődöntő     | Csehszlovákia–Németország | 3 : 1    | 10 000      |

##### 1938-as labdarúgó-világbajnokság

###### Selejtező mérkőzés
| Időpont           | Helyszín               | Mérkőzés típusa           | Mérkőzés                  | Eredmény | Nézők száma |
| ----------------- | ---------------------- | ------------------------- | ------------------------- | -------- | ----------- |
| 1937. november 7. | Junak Stadion, Szófia  | előselejtező (7. csoport) | Bulgária–Csehszlovákia    | 1 : 1    | 15 000      |
| 1938. március 3.  | J.N.A Stadion, Belgrád | előselejtező (3. csoport) | Jugoszlávia–Lengyelország | 1 : 0    | 25 000      |

###### Világbajnoki mérkőzés
| Időpont          | Helyszín                       | Mérkőzés típusa   | Mérkőzés           | Eredmény | Nézők száma |
| ---------------- | ------------------------------ | ----------------- | ------------------ | -------- | ----------- |
| 1938. június 12. | Victor Boucquey Stadion, Lille | egyik negyeddöntő | Magyarország–Svájc | 2 : 0    | 14 000      |

#### Olimpiai játékok
Az 1936. évi nyári olimpiai játékok labdarúgó tornájának találkozóin a FIFA JB az első fordulóban bírói szolgálatra alkalmazta.

##### 1936. évi nyári olimpiai játékok
| Időpont            | Helyszín                         | Mérkőzés típusa | Mérkőzés        | Eredmény | Nézők száma |
| ------------------ | -------------------------------- | --------------- | --------------- | -------- | ----------- |
| 1936. augusztus 6. | Hertha-BSC-Platz Stadion, Berlin | első forduló    | Peru–Finnország | 7 : 3    | 2 500       |

#### Nemzetközi kupamérkőzések
Vezetett Kupa-döntők száma: 2.

##### Közép-európai kupa
Hugo Meisl osztrák sportminiszter javaslatára a Közép-európai országok (Ausztria, Magyarország, Olaszország, Románia, Svájc, Csehszlovákia, Jugoszlávia) összefogásával legjobb csapataik részére indították útjára (1927-1992) a labdarúgó tornasorozatot.
| Időpont              | Helyszín                 | Mérkőzés típusa        | Mérkőzés                        | Eredmény | Nézők száma |
| -------------------- | ------------------------ | ---------------------- | ------------------------------- | -------- | ----------- |
| 1930.                | Városi Stadion, Budapest | előselejtező           | Újpest–SK Rapid Wien            |          |             |
| 1931. november 12.   | Hohe Warte Stadion, Bécs | második döntő mérkőzés | First Vienna FC–Wiener AC       | 2 : 1    | 25 000      |
| 1936. szeptember 13. | Masaryk Stadion, Prága   | második döntő mérkőzés | FK Austria Wien–AC Sparta Praha | 0 : 1    | 58 000      |

## A magyar labdarúgó-válogatott mérkőzései (1902–1929)
| Időpont            | Helyszín                          | Mérkőzés típusa          | Mérkőzés                 | Eredmény | Nézők száma |
| ------------------ | --------------------------------- | ------------------------ | ------------------------ | -------- | ----------- |
| 1931. április 12.  | Hungária körúti Stadion, Budapest | 147. válogatott mérkőzés | Magyarország–Svájc       | 6 : 2    | 25 000      |
| 1931. november 8.  | Üllői úti Stadion, Budapest       | 152. válogatott mérkőzés | Magyarország–Svédország  | 3 : 1    | 13 000      |
| 1932. február 19.  | Nemzeti Stadion, Kairó            | 154. válogatott mérkőzés | Magyarország–Egyiptom    | 0 : 0    | 6 500       |
| 1932. október 2.   | Üllői úti Stadion, Budapest       | 160. válogatott mérkőzés | Magyarország–Ausztria    | 2 : 3    | 28 000      |
| 1933. április 30.  | Üllői úti Stadion, Budapest       | 165. válogatott mérkőzés | Magyarország–Ausztria    | 1 : 1    | 40 000      |
| 1934. május 10.    | Üllői úti Stadion, Budapest       | 175. válogatott mérkőzés | Magyarország–Anglia      | 2 : 1    | 35 000      |
| 1934. október 7.   | Hungária körúti Stadion, Budapest | 178. válogatott mérkőzés | Magyarország–Jugoszlávia | 3 : 1    | 33 000      |
| 1935. május 12.    | Üllői úti Stadion, Budapest       | 182. válogatott mérkőzés | Magyarország–Ausztria    | 6 : 3    | 32 000      |
| 1935. november 10. | Üllői úti Stadion, Budapest       | 186. válogatott mérkőzés | Magyarország–Svájc       | 6 : 1    | 16 000      |
| 1937. május 9.     | Hungária körúti Stadion, Budapest | 199. válogatott mérkőzés | Magyarország–Jugoszlávia | 1 : 1    | 16 000      |
| 1942. május 3.     | Hungária körúti Stadion, Budapest | 234. háborús mérkőzés    | Magyarország–Németország | 3 : 5    | 40 000      |

## Játékvezetői öltözék
- A játékvezető öltözéke: sportos szabású zakó, szív magasságában az olasz játékvezetői címer, a gallér szélén fehér csíkkal, alatta fehér póló, élre vasalt fekete rövidnadrág, fekete térdharisnya, felül körbefutó fehér csíkkal, elegáns bőrből készült stoplis sportcipő. Csuklóhoz rögzített síp, zsebóra, a zakó zsebében íróeszköz és írólap.
- Asszisztensi öltözék: rövid ujjú, a nyakrésznél gombos, vékony, fekete pulóver, élre vasalt fekete rövidnadrág, sima fekete térdharisnya, elegáns bőrből készült stoplis sportcipő. A partbíráskodáshoz szükséges zászló, zsebóra, a nadrágzsebben íróeszköz és írólap.

## Szakmai sikerek
Az Olasz Labdarúgó-szövetség JB 1937-ben Dr. Giovanni Mauro alapítvány elismerő díjával jutalmazta.